# ابوالفضل بهادرانی
ابوالفضل بهادرانی (زاده ۱ شهریور ۱۳۵۷) یکی از بازیکنان فوتبال ایران بود. این بازیکن در طول در دوران حضورش، در تیم‌های مختلفی من‌جمله فولاد نوین خوزستان  و نفت مسجد سلیمان و شهرداری بندر عباس مشارکت داشته‌است.